# Mitologia irlandeză

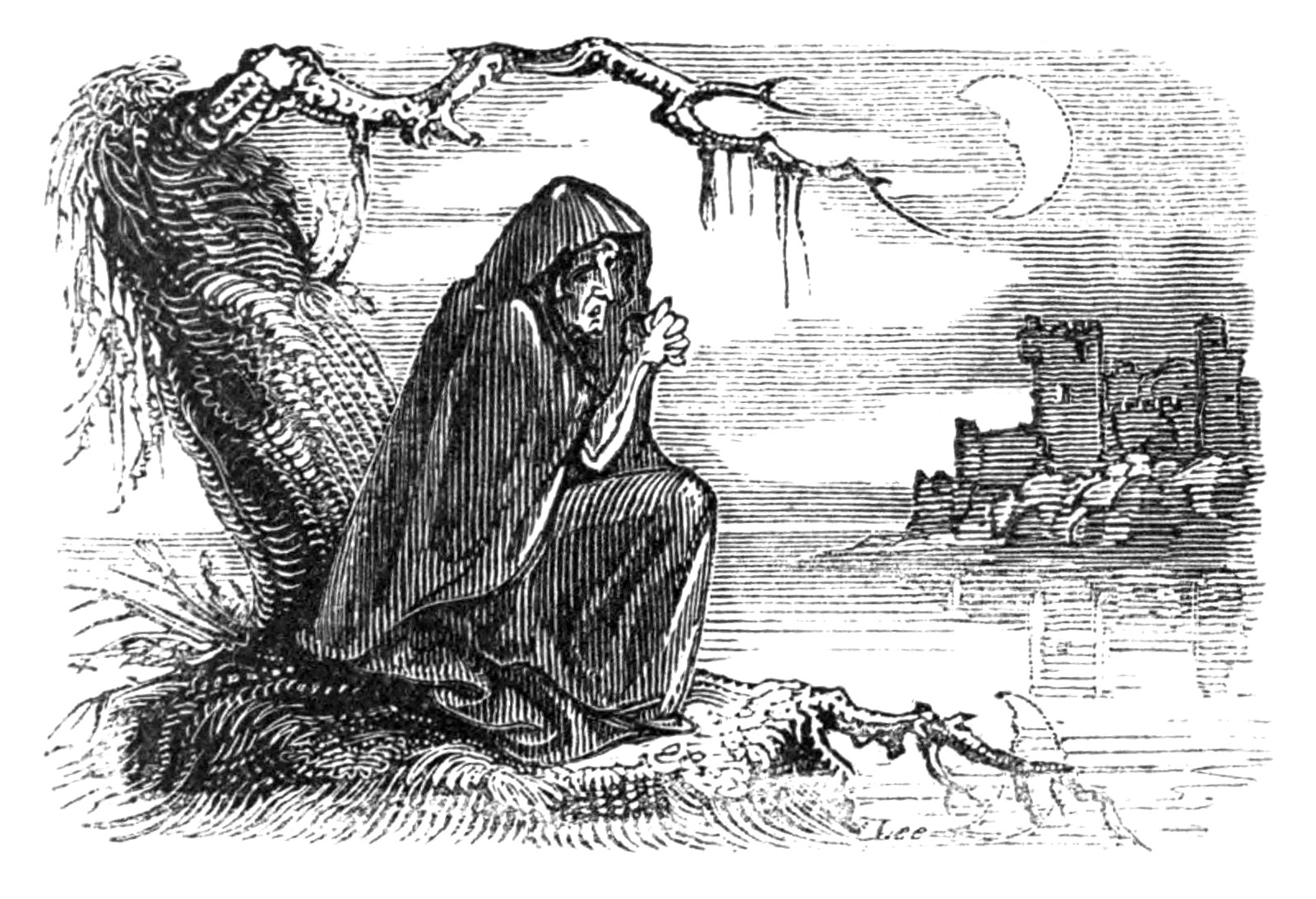
Spiritul Bunworth Banshee

Mitologia Irlandei precreștine a fost păstrată într-o tradiție orală extrem de conservatoare. Primele manuscrise care au transmis aceste povești mitologice datează din perioada apariției creștinismului în Irlanda, conservând o mare parte a mitologiei precreștine în literatura irlandeză medievală. Cu toate că se observă o influență a creștinismului în aceste manuscrise, literatura mitologică irlandeză este cea mai cuprinzătoare și mai bine conservată dintre toate ramurile mitologiei celtice. Deși multe manuscrise nu s-au păstrat și o mare cantitate de material literar mitologic nu a fost probabil niciodată transcrisă, rămân suficiente elemente care să permită identificarea unor cicluri distincte, chiar dacă acestea se suprapun uneori: ciclul mitologic, ciclul Ulster, ciclul fenian și ciclul istoric. Există, de asemenea, o serie de texte mitologice care nu pot fi încadrate în nici unul dintre aceste cicluri și multe povești folclorice care au continuat să fie transmise pe cale orală în paralel cu transcrierea în manuscrise care, deși nu sunt strict mitologice, conțin personaje din una sau mai multe din aceste patru cicluri.
Unele dintre poveștile mitologice irlandeze cele mai cunoscute în prezent sunt despre Tír na nÓg, Fionn MacCumhaill, Na Fianna, Aos Sí / Aes Sídhe, Sétanta (CúChulainn), Tuatha Dé Danann, Copiii lui Lir, Táin Bó Cúailnge și Somonul înțelepciunii.

## Divinitatea în mitologia irlandeză
În funcție de surse, importanța zeilor și a zeițelor în mitologia irlandeză variază. Legendele geografice, Dindshenchas, subliniază importanța divinităților și a strămoșilor de sex feminin, în timp ce poveștile mitologice cu caracter istoric se concentrează asupra colonizatorilor, inventatorilor sau războinicilor de sex masculin, în timp ce personajele feminine apar destul de rar.
Zeițele ancestrale sunt legate de elementele telurice (pământul, apele) sau de drepturi politice (suveranitatea, libertatea) și sunt adesea văzute ca fiind cei mai vechi strămoși ai națiunii irlandeze. Ele sunt figuri materne care îngrijesc atât pământul, cât și pe descendenții lor, precum și profesori, războinici și apărători aprigi. Unele zeități pot fi protectoare a educației, culturii și sănătății, precum Brigid care este patroana medicilor, poeților și artizanilor. Alte figuri feminine asociate cu druizii sunt profetice, mai ales atunci când prevestesc moartea și osânda. Zoomorfismul este o caracteristică importantă a mai multor zeități irlandeze. Badb Catha, de exemplu, este „corbul din bătălii”, iar în povestea epică Táin Bó Cúailnge zeița Morrígan se transformă într-o anghilă, într-un lup și într-o vacă.

### Zei
Zeii irlandezi sunt împărțiți în patru grupuri principale. Primul grup îi cuprinde pe zeii vechi ai Galiei și Britaniei. Cel de-al doilea grup face obiectul unei mari părți a mitologiei irlandeze și îi cuprinde pe zeii irlandezi nativi care trăiesc în tumuli („Marile movile funerare”). Cel de-al treilea grup este format din zeii care locuiesc în mare, iar al patrulea grup îi include pe zeii de pe Lumea Cealaltă. Zeii care apar cel mai adesea în poveștile irlandeze sunt Dagda și Lug. Unii cercetători au susținut că poveștile despre acești zei seamănă într-o anumită măsuă cu poveștile despre zeii greci.

### Druizi
Druizii erau tratați cu mult respect de membrii comunității ca lideri religioși, învățători și meșteri în diferite profesii.